# Az élet Ricardóéknál
Az élet Ricardóéknál (eredeti cím: Being the Ricardos) 2021-es amerikai életrajzi filmdráma, amelyet Aaron Sorkin írt és rendezett az I Love Lucy sztárjainak, Lucille Ballnak és Desi Arnaznak a kapcsolatáról. A főbb szerepekben Nicole Kidman, Javier Bardem, J. K. Simmons, Nina Arianda, Tony Hale, Alia Shawkat, Jake Lacy és Clark Gregg látható.
A film három jelölést kapott a 94. Oscar-díjkiosztón: Bardem a legjobb színész, Kidman a legjobb színésznő és Simmons a legjobb férfi mellékszereplő kategóriában. A 79. Golden Globe-díjátadón is három jelölést is kapott: Bardem a legjobb férfi főszereplő, Sorkin a legjobb forgatókönyv, Kidman pedig a legjobb női főszereplő kategóriában.
Az Amerikai Egyesült Államokban az Amazon Studios 2021. december 10-én mutatta be korlátozott számú mozikban, majd világszerte december 21-én az Amazon Prime Video-szolgáltatáson is megjelent. Általánosságban pozitív véleményeket kapott a kritikusoktól, akik dicsérték a szereplők, különösen Kidman és Bardem alakítását. Bár az Amazon nem hozza nyilvánosságra a bevételeket, a film az első napon 450 moziból becslések szerint 150 ezer dollárt, a nyitóhétvégén pedig összesen 450 ezer dollárt gyűjtött.
A forgatás 2021. március 29-én kezdődött Los Angelesben.

## Cselekmény
Los Angeles, 1952: Az I Love Lucy című sikersorozatuk forgatása közben Lucille Ball és Desi Arnaz nyugtalanító hírekkel szembesül. Ez veszélybe sodorhatja mind a házasságukat, mind a karrierjüket. Ballt az Amerikaellenes Tevékenységek Bizottsága kommunistaként gyanúsítja. Ezzel egy időben egy bulvárlap Arnaz és egy másik nő titkos kapcsolatáról számol be.
A cselekmény nagy része öt napon keresztül zajlik a Fred and Ethel Fight című epizód próbái és végső forgatása során.

## Szereplők
| Szerep                  | Színész            | Magyar hang       |
| ----------------------- | ------------------ | ----------------- |
| Lucille Ball            | Nicole Kidman      | Pápai Erika       |
| Desi Arnaz              | Javier Bardem      | Fekete Ernő       |
| William Frawley         | J. K. Simmons      | Barbinek Péter    |
| Vivian Vance            | Nina Arianda       | Náray Erika       |
| Jess Oppenheimer        | Tony Hale          | Karácsonyi Zoltán |
| Madelyn Pugh            | Alia Shawkat       | Bartsch Kata      |
| Bob Carroll Jr.         | Jake Lacy          | Jéger Zsombor     |
| Madelyn Pugh idősen     | Linda Lavin        | Vándor Éva        |
| Bob Carroll idősen      | Ronny Cox          | Kertész Péter     |
| Jess Oppenheimer idősen | John Rubinstein    | Harsányi Gábor    |
| Howard Wenke            | Clark Gregg        | Végh Péter        |
| Joe Strickland          | Nelson Franklin    | Rada Bálint       |
| Roger Otter             | Jeff Holman        | Jámbor József     |
| Tip Tribby              | Jonah Platt        | Hujber Ferenc     |
| Donald Glass            | Christopher Denham | Fesztbaum Béla    |
| Charles Koerner         | Brian Howe         | Rosta Sándor      |
| Macy                    | Ron Perkins        | Papp János        |

## Fordítás
- Ez a szócikk részben vagy egészben  a   Being the Ricardos című angol Wikipédia-szócikk fordításán alapul.  Az eredeti cikk szerkesztőit annak laptörténete sorolja fel. Ez a jelzés csupán a megfogalmazás eredetét és a szerzői jogokat jelzi, nem szolgál a cikkben szereplő információk forrásmegjelöléseként.